# Gustavo Machado
Gustavo Ezequiel Machado Ferrando, noto semplicemente come Gustavo Machado (Lanús, 23 giugno 2001), è un calciatore argentino, centrocampista del Juan Pablo II College.

## Carriera
Cresciuto nel settore giovanile del Rampla Juniors, ha debuttato in prima squadra il 14 luglio 2019 disputando l'incontro di  Primera División Profesional perso 1-0 contro il Fénix.